# Mnichovství (Rozvadov)
Mnichovství (deutsch Münchsfeld) ist eine Einschicht der Gemeinde Rozvadov (Roßhaupt) in Tschechien. Sie liegt sechs Kilometer westlich von Přimda (Pfraumberg) und gehört zum Okres Tachov.

## Geographie
Mnichovství befindet sich am Ödenbach, einem linken Zufluss zum Kateřinský potok (Katharinabach), im böhmischen Teil des Oberpfälzer Waldes (Český les). Im Norden erhebt sich der Podhájí (573 m n.m.), nordöstlich der Mlýnský vrch (Mühlberg, 648 m n.m.) und der Kamenný vrch (Steinknock, 626 m n.m.), im Osten der Sklárenský vrch (Entenbühl, 593 m n.m.), südöstlich der Václavský vrch (Wenzelberg, 584 m n.m.) und der Huťský vrch (Hüttenberg, 601 m n.m.), im Südwesten der Panský vrch (562 m n.m.) sowie westlich der Tchoří vrch (Iltisberg, 572 m n.m.). Südlich verläuft die Autobahn D5 / Europastraße 50 mit der Anschlussstelle 144 "Svatá Kateřina". Gegen Nordosten liegt der Teich Mnichovský rybník (Oedenteich). Mnichovství liegt im Naturpark Český les.
Nachbarorte sind Hošťka (Hesselsdorf) im Norden, die Wüstung Bohuslav (Wusleben), Labuť (Labant) und Újezd pod Přimdou (Ujest) im Nordosten, Velké Dvorce (Groß Maierhöfen), Přimda (Pfraumberg) und Mílov (Mühlloh) im Osten, Milíře (Brand) und die Wüstungen Frauentál (Frauenthal) und Venclův Mlýn (Wenzelmühle) im Südosten, Kateřinské Chalupy (Katharinahäuseln) im Süden, Rozcestí (Rahmbrücke) im Südwesten, Nové Domky (Neuhäusel) im Westen sowie die Wüstung Žebrácký Žďár (Petlarnbrand) im Nordwesten.

## Geschichte
Die Siedlung hat ihren Ursprung in einem wahrscheinlich in der ersten Hälfte des 14. Jahrhunderts durch die Benediktinerpropstei St. Katharina angelegten Klostergut. Es wird angenommen, dass die Abtei Kladrau die Güter der während der Hussitenkriege erloschenen Propstei St. Katharina den Herren von Schwanberg schenkte, die sie der der Herrschaft Herrschaft Tachau zuschlugen. Im Jahre 1653 erwarb Johann Wenzel Kolowrat-Nowohradsky die Güter Meierhöfen und Minichsfeld von Johann Philipp Husmanns Witwe und vereinte sie später zum Familienfideikommiss.
Im Jahre 1785 war der Meierhof Münchsfeld der Gemeinde St. Katharina zugerechnet. 1815 ließ der Besitzer der Unteren Maxenmühle, Caspar Seitz, auf dem Mühlengrundstück die Kapelle Mariahilf errichten.
Im Jahre 1835 war die aus dem herrschaftlichen Meierhof, einem Beamtenwohnhaus, einer herrschaftlichen Schäferei und einem Schüttboden sowie der Unteren Maxenmühle bestehende Einschicht Mönchsfeld, auch Münchsfeld bzw. Münichsfeld genannt, nach St. Katharina konskribiert. Pfarrort war Wusleben, zuständig die Filialkirche in St. Katharina. Bis zur Mitte des 19. Jahrhunderts blieb die Siedlung der Fideikommissherrschaft Maierhöfen mit Pfraumberg untertänig, Besitzer waren die Grafen Kolowrat-Krakowsky. 
Nach der Aufhebung der Patrimonialherrschaften bildete Münchsfeld ab 1850 einen Wohnplatz der Gemeinde St. Katharina im Bezirk Tachau und Gerichtsbezirk Pfraumberg. Ab 1855 gehörte die Siedlung zum Bezirk Pfraumberg. Ab 1868 war Münchsfeld wieder Teil des Bezirks Tachau. Im Jahre 1906 umfasste das Gut Münchsfeld eine landwirtschaftliche Fläche von 106 ha. Nach dem Zusammenbruch der k.k. Monarchie wurde die Siedlung 1918 Teil der neu gebildeten Tschechoslowakei. Beim Zensus von 1921 wurden für die Häusergruppe Münchsfeld / Mnichovství keine separaten Daten veröffentlicht. Im Zuge der Bodenreform wurde das Gut Mnichovství einschließlich 106 ha Land 1927 an Karel Nováček verkauft. Im Jahre 1930 bestand Münchsfeld / Mnichovství aus acht Anwesen und hatte 49 Einwohner. In Folge des Münchner Abkommens wurde die Siedlung im Oktober 1938 dem Deutschen Reich zugeschlagen und gehörte bis 1945 zum Landkreis Tachau. Während dieser Zeit wurde der Gutsbesitzer Karel Nováček enteignet. Nach dem Ende des Zweiten Weltkrieges wurde Mnichovství wieder Teil der Tschechoslowakei. Die deutschböhmische Bevölkerung wurde vertrieben. Nach dem Februarumsturz von 1948 erfolgte eine erneute Enteignung des Großgrundbesitzes von Karel Nováček; der Gutshof verfiel danach. Im Jahre 1960 wurde Mnichovství zusammen mit Kateřina nach Rozvadov eingemeindet. Bis in die 1990er Jahre waren noch die Ruinen des Gutshofes und weiterer Häuser sichtbar. Heute besteht Mnichovství aus zwei Anwesen, darunter der ehemaligen Mühle sowie der Kapelle.

## Ortsgliederung
Mnichovství gehört zum Ortsteil Svatá Kateřina und wird der Grundsiedlungseinheit Kateřinské Chalupy zugerechnet. Der Ort ist Teil des Katastralbezirkes Svatá Kateřina u Rozvadova.

## Kultur und Sehenswürdigkeiten
- Kapelle Mariahilf (kaple Panny Marie Pomocné), errichtet 1815. Das auf privatem Grund stehende Bauwerk besitzt eine Dachlaterne mit Glockenstuhl und befand sich in einem ruinösen Zustand ohne Fenster und Türen.[5] 2016 erfolgte eine Instandsetzung.
- Dolní Maxův mlýn (Untere Maxmühle, auch Mönchmühle bzw. Kondlmühle), čp. 58. Die herrschaftliche Wassermühle lässt sich seit dem letzten Drittel des 17. Jahrhunderts nachweisen. 1695 gründete der Mühlenpächter Maximilian Dobner bachaufwärts am Oedenteich die heute nicht mehr existente Obere Maxmühle. Heute dienen die in den 2010er Jahren sanierten Mühlengebäude zu Wohnzwecken.[6]